# جزيرة غورغونا
جزيرة غورغونا (بالإسبانية: Isla Gorgona)‏ هي جزيرة تتبع كولومبيا تقع في المحيط الهادئ. يعيش حوالي 150 زوج من طائر الأحمق البني على الجزيرة.